# Hrvatska liga u odbojci na pijesku za muškarce 2024.
Hrvatska liga u odbojci na pijesku za muškarce za 2024. godinu, odnosno za sezonu 2023./24. 
 
Igrana je u ljeto 2024. godine na tri turnira. 
 
Igrane su: 
- 1. liga (Hrvatska lutrija – 1. Hrvatska liga u odbojci na pijesku – seniori) – 8 klubova; prvak "Opatija" [1]
- 2. liga (Hrvatska lutrija – 2. Hrvatska liga u odbojci na pijesku – seniori) – 2 kluba; prvak "Retfala" iz Osijeka

## Prva liga
Sudionici
- KOP Čazma – Čazma
- OOK Fažana – Fažana
- KOP Opatija – Opatija
- KOP Siget – Zagreb
- MOK Umag – Umag
- KOP Vukovar – Vukovar
- KOP Zagreb – Zagreb
- KOP Žnjan  – Split

Ljestvica
| mj | klub    | ut | pob | ner | por | set+ | set- | poen+ | poen- | bod |
| -- | ------- | -- | --- | --- | --- | ---- | ---- | ----- | ----- | --- |
| 1. | Opatija | 14 | 11  | 3   | 0   | 50   | 8    | 1191  | 879   | 25  |
| 2. | Siget   | 14 | 10  | 4   | 0   | 49   | 13   | 1196  | 867   | 24  |
| 3. | Vukovar | 14 | 4   | 6   | 4   | 32   | 32   | 1120  | 1098  | 14  |
| 4. | Žnjan   | 14 | 5   | 3   | 6   | 29   | 34   | 1125  | 1172  | 13  |
| 5. | Čazma   | 14 | 2   | 7   | 5   | 30   | 35   | 1129  | 1116  | 11  |
| 6. | Umag    | 14 | 0   | 11  | 3   | 26   | 38   | 1047  | 1181  | 11  |
| 7. | Fažana  | 14 | 0   | 7   | 7   | 18   | 45   | 988   | 1166  | 7   |
| 8. | Zagreb  | 14 | 0   | 7   | 7   | 15   | 44   | 866   | 1183  | 7   |

 Izvori: 

 natjecanja.hos-cvf.hr 

 hos-cvf.eu, Bilten

Turniri
- 1. turnir – Pula, 14.-16. lipnja 2024.
- 2. turnir – Zagreb, 5.-7. srpnja 2024
- 3. turnir – Vukovar, 2.-4. kolovoza 2024.

Sudionici
- KOP Retfala – Osijek
- KOP Žnjan II  – Split

Ljestvica
| mj | klub     | ut | pob | ner | por | set+ | set- | poen+ | poen- | bod |
| -- | -------- | -- | --- | --- | --- | ---- | ---- | ----- | ----- | --- |
| 1. | Retfala  | 2  | 2   | 0   | 0   | 8    | 1    | 180   | 138   | 4   |
| 2. | Žnjan II | 2  | 0   | 0   | 2   | 1    | 8    | 138   | 180   | 0   |

 Izvori: 

 natjecanja.hos-cvf.hr 

 hos-cvf.eu, Bilten

Turniri
- 1. turnir: Đakovo, 9.-11. kolovoza 2024.

## Vanjske poveznice
- hos-cvf.hr, Odbojka na pijesku
- sport-danas.com, Odbojka na pijesku
- kop-cakovec.hr  Arhivirana inačica izvorne stranice od 10. studenoga 2024. (Wayback Machine)